# Andamento lento/Tamboo-tamboo da rè
Andamento lento/Tamboo-tamboo da rè è un singolo di Tullio De Piscopo, pubblicato su disco 45 giri dall'etichetta discografica EMI nel febbraio 1988.

## Descrizione
Andamento lento è un brano musicale scritto da Tullio De Piscopo, Giosy Capuano e Mario Capuano, presentato al Festival di Sanremo 1988 nell'interpretazione dello stesso De Piscopo. Durante la kermesse si posiziona al 18º posto su 26 canzoni dei big di quell'edizione.

## Tracce
Singolo
1. Tullio De Piscopo – Andamento Lento – 4:05 (Tullio De Piscopo, Giosy Capuano, Mario Capuano)
2. Tullio De Piscopo – Tamboo-Tamboo Da-re – 3:50 (Tullio De Piscopo, Giosy Capuano, Mario Capuano)

## Formazione
- Tullio De Piscopo - voce, cori, batteria, percussioni
- Alphonso Johnson - basso
- Ronnie Jackson - chitarra
- Joe Amoruso - tastiera, synth in Andamento lento
- Mario Capuano - tastiera, cori in Andamento lento
- Massimo Volpe - tastiera in Tamboo-tamboo da-rè
- Lester Bowie - tromba in Andamento lento
- Franco Del Prete, Gary Alston, Gianni Guarracino, Giosy Capuano, Giovanni Sorvillo, Keren Moore, Peter De Piscopo, Vincent Thoma - cori